# Sant Feliu Sasserra
Sant Feliu Sasserra est une commune de la province de Barcelone, en Catalogne, en Espagne, de la comarque de Bages

## Personnalité lié à la commune
- Pierre Almató (1830-1861) saint dominicain né à Sant Feliu Sasserra.